# Saliocleta nannion
Saliocleta nannion är en fjärilsart som beskrevs av Sergius G. Kiriakoff 1974. Saliocleta nannion ingår i släktet Saliocleta och familjen tandspinnare. Inga underarter finns listade.